# Union des gauches
Pour des articles plus généraux, voir Union et Gauche (politique).
Ne doit pas être confondu avec l'union de la gauche, stratégie électorale de partis français de la gauche.
L'Union des gauches est un groupe parlementaire français ayant existé à la Chambre des députés de 1886 à 1893, sous la Troisième République.

## Historique
L’Union des gauches est créée à l’issue des élections législatives de 1885 qui est marquée par une poussée des conservateurs par la transformation du groupe de l'Union républicaine avec pour volonté d'unir tous les opportunistes ainsi que les radicaux modérés. Cependant, seule l’Union démocratique (appelée Gauche républicaine entre 1871 et 1881) accepte la fusion complète, avec les derniers membres du Centre gauche. Elle est alors composée d'environ 200 députés. 
Elle est renouvelée en 1889 et regroupe 243 membres.
Le groupe disparaît après les élections législatives de 1893, laissant place au groupe des républicains de gouvernement.

## Présidents
- 1886-1888 : Jules Steeg
- à partir de 1888 : Maurice Rouvier[3]